# Paraíso e Infierno
Paraíso e Infierno son los paneles izquierdo y derecho de un díptico menor de un seguidor de El Bosco basado en el tríptico de El carro de heno. La imagen es un óleo sobre tabla y mide 135 x 45 cm. Fue pintado alrededor de 1510 y ahora se encuentra en el Museo del Prado de Madrid (España). El Paraíso se representa más oscuro que en El carro de heno, que posiblemente representa la oscuridad del pecado original.[cita requerida]

## Descripción
El panel de la izquierda representa la Creación y el Jardín del Edén. Está ligeramente dividido en secciones, comenzando en la parte superior y terminando en la parte inferior, mientras que el panel derecho no parece seguir ninguna secuencia de eventos. Lo más probable es que el panel de la izquierda se corresponda con el Libro de Génesis, y siga desde la parte superior, moviéndose hacia abajo; y el panel de la derecha posiblemente corresponda con el Libro de Apocalipsis. En la parte superior del panel de la izquierda, Dios se sienta entronizado en el cielo mientras se crea el mundo. Los ángeles arrojan a los ángeles caídos del cielo, volviéndose insectos. Más hacia abajo, en la siguiente 'sección', se muestra una escena en la que Dios ha creado a Eva y la presenta a Adán. 
En la tercera sección, la serpiente ofrece a Adán y Eva un fruto del árbol del conocimiento del bien y del mal, y Adán se acerca para cogerlo. En la parte inferior del panel, un ángel expulsa a Adán y Eva del Jardín del Edén, marcando así la Caída del Hombre, y los dos se avergüenzan de su desnudez. El panel de la derecha muestra las consecuencias de la elección de Adán y Eva, en el que se muestra una visión del infierno. Se puede ver un edificio en llamas al fondo, y en primer plano, parece haber varios demonios construyendo una fortaleza o castillo. En la parte inferior izquierda, dos animales mutados dirigen a un hombre hacia un castillo. Justo enfrente del rastrillo hay un hombre montado en una vaca, atravesado por una espada o una lanza. En la parte inferior derecha, un hombre corre mientras es atacado por criaturas demoníacas, mientras que en la parte inferior izquierda un hombre es devorado por un gran pez con patas humanas.